# Chester Thompson
Chester Cortez Thompson (Baltimore, 11 de dezembro de 1948) é um baterista dos Estados Unidos.
Thompson tornou-se conhecido como músico de sessão, tocando com a banda de turnê de Frank Zappa (na formações de 1973 e 1974 que também contavam com o percussionista Ruth Underwood e o tecladista George Duke) e com o Weather Report. Ele participou dos álbuns One Size Fits All, Roxy & Elsewhere e Overnite Sensation, de Zappa. Seu período mais longo com uma banda foi com o Genesis, nas turnês de 1977, 1978, 1980, 1981, 1982, 1983/1984, 1986/1987, 1992 e na reunião de 2007 (turnê Turn It On Again Tour). Com o Genesis, Chester é creditado nos álbuns ao vivo Seconds Out, Three Sides Live, The Way We Walk Volume 1 e Volume 2. Chester também é conhecido por tocar com Ron Kenoly na maioria dos álbuns, junto com Abraham Laboriel, Paul Jackson Jr., Justo Almario, entre outros.
O músico continua trabalhando com Phil Collins nas turnês de sua carreira solo. Chester também tocou nos álbuns de Steve Hackett, Please Don't Touch e Genesis Revisited.